# Maud, hraběnka ze Southesku
Maud, hraběnka ze Southesku (rozená Maud Alexandra Viktorie Georgina Berta Duff; 3. dubna 1893, Richmond – 14. prosince 1945, Londýn) byla vnučkou britského krále Eduarda VII. Maud a její sestra Alexandra byly jedinými potomky britského panovníka ze ženské linie, kterým byl udělen titul princezna a oslovení 'Výsost. Navzdory skutečnosti, že nebyly dcerami královského vévody, se o nich někdy neoficiálně hovořilo s územním označením z Fife, ale v oficiálních dokumentech se o nich až do jejich sňatků psalo jako o Její Výsosti princezně Maud nebo Alexandře, bez územního označení „z Fife“.
Ačkoli princezna Maud jinak nevykonávala královské závazky, kvůli svému postavení v posloupnosti následnictví Commonwealthu působila v letech 1942 až 1945 jako státní rada.

## Původ a rodina
Maud se narodila v East Sheen Lodge v Richmondu 3. dubna 1893. Její otec byl Alexander Duff, 1. vévoda z Fife. Z hraběte na vévodu byl povýšen po sňatku s Maudinou matkou, princeznou Luisou, nejstarší dcerou budoucího krále Eduarda VII.
Maud a její sestra byly jedinečné v tom, že byly potomky jak krále Viléma IV. (s jeho milenkou Dorothea Jordan), tak jeho neteře, královny Viktorie, která po něm usedla na trůn, když po sobě nezanechal žádné manželské potomky.

## Princezna
V roce 1900 poskytla královna Viktorie Maudinu otci druhé vévodství Fife se zvláštním dodatkem, že jeho tituly mohou zdědit i jeho dcery a jejich mužští potomci, pokud on sám nebude mít syna.

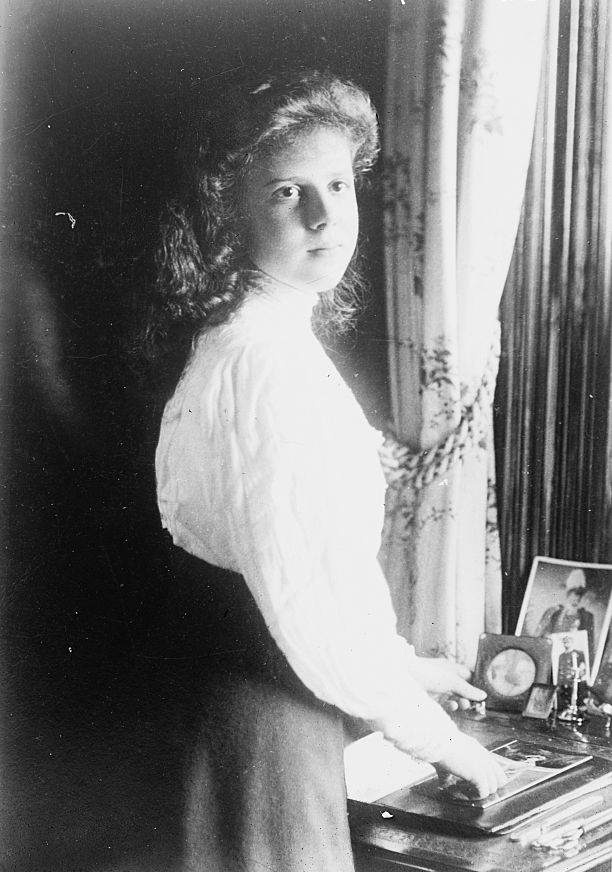
Princezna Maud

Jako pravnučka britského panovníka (královny Viktorie) v ženské linii neměla Maud titul princezny ani oslovení královská Výsost. Namísto toho byla jako dcera vévody titulována jako Lady Maud Duff.
9. listopadu 1905 udělil král Eduard VII. (u příležitosti svých narozenin) Maudině matce titul Princess Royal. Dále Maud a její sestře přiřkl před jejich jména titulaturu Výsost a princezna, zatímco všichni členové britské královské rodiny získali oslovení královská Výsost.
Když se zúčastnila pohřbu Eduarda VII. v roce 1910, zúčastnila se kočárového průvodu pro členy královské rodiny. S královskou rodinou se také zúčastnila korunovace svého strýce Jiřího V. 22. června 1911.
Maudin strýc, král Jiří V., 20. listopadu 1917 vydal patent, v němž restrukturalizoval oslovení a tituly královské rodiny tím, že omezil titul prince a princezny a oslovení královské Výsosti jen na děti panovníka, děti panovníkových synů a nejstaršího žijícího syna nejstaršího syna prince z Walesu. Patent dále stanovil, že „tituly Královská výsost, Výsost nebo Jasnost a titulární hodnost prince a princezny zanikají s výjimkou těch titulů, které již byly uděleny a zůstávají nezrušeny“. Na Maud a její sestru to nemělo žádný dopad, jejich hodnost a titul byl odvozený z konkrétních povýšení, které jim poskytl jejich dědeček Eduard VII. q Jiří V. nepodnikl žádné další kroky ke stažení královského rozkazu, který jim udělil titul princezen. Maud tudíž užívala titul princezny do svého sňatku v roce 1923. Po svatbě s Charlesem, Lordem Carnegie, se rozhodla být známá jako Lady Maud Carnegie (nebo od roku 1941 jako hraběnka ze Southesku) a upustila od titulu princezny.
Na pohřbu Jiřího V. v roce 1936 jela v kočárovém průvodu se členy královské rodiny; zúčastnila se také korunovace svého bratrance, krále Jiřího VI. v květnu 1937.

## Sňatek
13. listopadu 1923 se ve svých třiceti letech v královské vojenské kapli ve Wellington Barracks v Londýně provdala za Charlesem, lorda Carnegie; ten byl synem Charlese Carnegie, 10. hraběte ze Southesku, po němž v roce 1941 zdědil titul hraběte.
Maud s manželem provozovala z Elsick House ve Skotsku modelovou farmu. Měli spolu jednoho syna:
- James (23. 9. 1929 Londýn – 22. 6. 2015 Angus), 3. vévoda z Fife a hrabě ze Southesku
  - ⚭ 1956 Caroline Dewar (* 12. 2. 1934 Milngavie), rozvedli se roku 1966

## Pozdější život
Maud se neměnně objevovala u dvora Svatojakubského paláce mezi členy královské rodiny, i když neplnila žádné oficiální ani veřejné povinnosti. Během nepřítomnosti krále Jiřího VI. v roce 1943, kdy byl v Africe, sloužila jako státní poradce. Maudin jediný syn James se stal po smrti matčiny sestry, své tety Alexandry v roce 1959. vévodou z Fife. Otcovy tituly zdědil po jeho smrti v roce 1992.
Maud zemřela v londýnském pečovatelském domě 14. prosince 1945 ve věku 52 let po záchvatu akutní bronchitidy.

## Tituly a oslovení
- 3. dubna 1893 – 9. listopadu 1905: Lady Maud Duff
- 9. listopadu 1905 – 12. listopadu 1923: Její Výsost princezna Maud
- 12. listopadu 1923 – 10. listopadu 1941: Lady Maud Carnegie
- 10. listopadu 1941 – 14. prosince 1945: The Right Honourable hraběnka ze Southesku

## Vývod z předků
|                             |                                   |  |                                    |                                                               |  |  |  |  |  |  |  | Alexander Duff, 3. hrabě Fife |
|                             |                                   |  |                                    |                                                               |  |  |  |  |  |  |  |                               |
|                             | Alexander Duff                    |  |                                    |                                                               |  |  |  |  |  |  |  |                               |
|                             |                                   |  |                                    |                                                               |  |  |  |  |  |  |  |                               |
|                             |                                   |  |                                    | Mary Skene                                                    |  |  |  |  |  |  |  |                               |
|                             |                                   |  |                                    |                                                               |  |  |  |  |  |  |  |                               |
|                             | James Duff, 5. hrabě Fife         |  |                                    |                                                               |  |  |  |  |  |  |  |                               |
|                             |                                   |  |                                    |                                                               |  |  |  |  |  |  |  |                               |
|                             |                                   |  |                                    | James Stein                                                   |  |  |  |  |  |  |  |                               |
|                             |                                   |  |                                    |                                                               |  |  |  |  |  |  |  |                               |
|                             | Anne Stein                        |  |                                    |                                                               |  |  |  |  |  |  |  |                               |
|                             |                                   |  |                                    |                                                               |  |  |  |  |  |  |  |                               |
|                             |                                   |  |                                    | Catherine Buchanan                                            |  |  |  |  |  |  |  |                               |
|                             |                                   |  |                                    |                                                               |  |  |  |  |  |  |  |                               |
|                             | Alexandr Duff, 1. vévoda z Fife   |  |                                    |                                                               |  |  |  |  |  |  |  |                               |
|                             |                                   |  |                                    |                                                               |  |  |  |  |  |  |  |                               |
|                             |                                   |  |                                    | William Hay, 17. hrabě z Errollu                              |  |  |  |  |  |  |  |                               |
|                             |                                   |  |                                    |                                                               |  |  |  |  |  |  |  |                               |
|                             | William Hay, 18. hrabě z Errollu  |  |                                    |                                                               |  |  |  |  |  |  |  |                               |
|                             |                                   |  |                                    |                                                               |  |  |  |  |  |  |  |                               |
|                             |                                   |  |                                    | Alice Eliotová                                                |  |  |  |  |  |  |  |                               |
|                             |                                   |  |                                    |                                                               |  |  |  |  |  |  |  |                               |
|                             | Agnes Duff, manželka Fife         |  |                                    |                                                               |  |  |  |  |  |  |  |                               |
|                             |                                   |  |                                    |                                                               |  |  |  |  |  |  |  |                               |
|                             |                                   |  |                                    | Vilém IV. Britský                                             |  |  |  |  |  |  |  |                               |
|                             |                                   |  |                                    |                                                               |  |  |  |  |  |  |  |                               |
|                             | Elizabeth Hay, hraběnka z Errollu |  |                                    |                                                               |  |  |  |  |  |  |  |                               |
|                             |                                   |  |                                    |                                                               |  |  |  |  |  |  |  |                               |
|                             |                                   |  |                                    | Dorothea Jordan                                               |  |  |  |  |  |  |  |                               |
|                             |                                   |  |                                    |                                                               |  |  |  |  |  |  |  |                               |
| Maud, hraběnka ze Southesku |                                   |  |                                    |                                                               |  |  |  |  |  |  |  |                               |
|                             |                                   |  |                                    |                                                               |  |  |  |  |  |  |  |                               |
|                             |                                   |  | Arnošt I. Sasko-Kobursko-Gothajský |                                                               |  |  |  |  |  |  |  |                               |
|                             |                                   |  |                                    |                                                               |  |  |  |  |  |  |  |                               |
|                             | Albert Sasko-Kobursko-Gothajský   |  |                                    |                                                               |  |  |  |  |  |  |  |                               |
|                             |                                   |  |                                    |                                                               |  |  |  |  |  |  |  |                               |
|                             |                                   |  |                                    | Luisa Sasko-Gothajsko-Altenburská                             |  |  |  |  |  |  |  |                               |
|                             |                                   |  |                                    |                                                               |  |  |  |  |  |  |  |                               |
|                             | Eduard VII.                       |  |                                    |                                                               |  |  |  |  |  |  |  |                               |
|                             |                                   |  |                                    |                                                               |  |  |  |  |  |  |  |                               |
|                             |                                   |  |                                    | Eduard August Hannoverský                                     |  |  |  |  |  |  |  |                               |
|                             |                                   |  |                                    |                                                               |  |  |  |  |  |  |  |                               |
|                             | Královna Viktorie                 |  |                                    |                                                               |  |  |  |  |  |  |  |                               |
|                             |                                   |  |                                    |                                                               |  |  |  |  |  |  |  |                               |
|                             |                                   |  |                                    | Viktorie Sasko-Kobursko-Saalfeldská                           |  |  |  |  |  |  |  |                               |
|                             |                                   |  |                                    |                                                               |  |  |  |  |  |  |  |                               |
|                             | Luisa Koburská, vévodkyně z Fife  |  |                                    |                                                               |  |  |  |  |  |  |  |                               |
|                             |                                   |  |                                    |                                                               |  |  |  |  |  |  |  |                               |
|                             |                                   |  |                                    | Fridrich Vilém Šlesvicko-Holštýnsko-Sonderbursko-Glücksburský |  |  |  |  |  |  |  |                               |
|                             |                                   |  |                                    |                                                               |  |  |  |  |  |  |  |                               |
|                             | Kristián IX.                      |  |                                    |                                                               |  |  |  |  |  |  |  |                               |
|                             |                                   |  |                                    |                                                               |  |  |  |  |  |  |  |                               |
|                             |                                   |  |                                    | Luisa Karolina Hesensko-Kasselská                             |  |  |  |  |  |  |  |                               |
|                             |                                   |  |                                    |                                                               |  |  |  |  |  |  |  |                               |
|                             | Alexandra Dánská                  |  |                                    |                                                               |  |  |  |  |  |  |  |                               |
|                             |                                   |  |                                    |                                                               |  |  |  |  |  |  |  |                               |
|                             |                                   |  |                                    | Vilém Hesensko-Kasselský                                      |  |  |  |  |  |  |  |                               |
|                             |                                   |  |                                    |                                                               |  |  |  |  |  |  |  |                               |
|                             | Luisa Hesensko-Kasselská          |  |                                    |                                                               |  |  |  |  |  |  |  |                               |
|                             |                                   |  |                                    |                                                               |  |  |  |  |  |  |  |                               |
|                             |                                   |  |                                    | Luisa Šarlota Dánská                                          |  |  |  |  |  |  |  |                               |
|                             |                                   |  |                                    |                                                               |  |  |  |  |  |  |  |                               |